# Polyzonus bizonatus
Polyzonus bizonatus là một loài bọ cánh cứng trong họ Cerambycidae.